# Erioptera chrysocomoides
Erioptera chrysocomoides là một loài ruồi trong họ Limoniidae. Chúng phân bố ở miền Tân bắc.